# Elfo

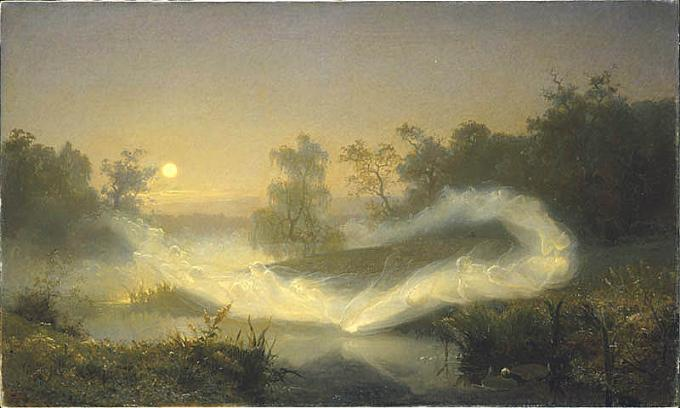
Älvalek, a Dança dos Elfos por August Malmström, 1866 Museu Nacional de Belas-Artes da Suécia.

Elfo é uma criatura mística da mitologia nórdica e celta, que aparece com frequência na literatura medieval europeia.
Nesta mitologia os elfos chamam-se Alfs ou Alfr, também chamados de "elfos da luz" - Ljosalfr. São descritos como seres belos e luminosos, ou ainda seres divos, mágicos, semelhantes à imagem literária das fadas. De fato, a palavra "Sol" na língua nórdica era Alfrothul, ou seja: "o Raio Élfico"; dizia-se que por isso seus raios seriam fatais.
Se dizia na Alta Idade Média que eles eram responsáveis por curar as pessoas, uma dor repentina  se invocava o Elfo para a cura.
Eram divindades maiores da natureza e da fertilidade. Os elfos são geralmente mostrados como jovens de grande beleza vivendo entre as florestas, sob a terra, em fontes e outros lugares naturais. Foram retratados como seres sensíveis, de longa vida ou imortalidade, com poderes mágicos e grande ligação com a natureza.
Atualmente, são também comumente associados com a história do Papai Noel, em que residem no Polo Norte e trabalham nas enormes fábricas de brinquedos que serão posteriormente distribuídos na Noite de Natal para crianças de todo o mundo.

## Descrição
As mais antigas descrições de elfos vêm da mitologia nórdica. Eram chamados álfar, de singular álfr. Outros seres com nome etimologicamente relacionados a álfar sugerem que a crença em elfos não se restringe aos escandinavos, abrangendo todas as tribos germânicas. Essas criaturas aparecem em muitos lugares.
Shakespeare as imaginava como seres pequeninos, porém a mitologia original os descrevem como sábios, poucos centimetros menores do que a média humana (entre 1,70 m a 1,73 m contra 1,80 m a 1,83 m dos humanos), eram belos e supostamente imortais.

## Mitologia
Literalmente, os elfos são gênios que, na mitologia escandinava, simbolizam o ar, a terra, o fogo e água.
No poema Völundarkviða, o herói ferreiro Völundr foi chamado "Governante dos Elfos" (vísi álfa) e "Rei dos Elfos" (álfa ljóði). A introdução em prosa desta obra também o identifica como filho dos fineses (finns), povo ártico respeitado por sua magia xamânica.
Na Saga de Thidrek, uma rainha humana descobre que o amante que a engravidou é um elfo e não um homem e depois dá à luz o herói Högni.
Na Saga de Hrolf Kraki, um rei chamado Helgi estupra e engravida uma elfa vestida de seda que era a mulher mais bela que jamais vira. A elfa dá à luz a meia-elfa Skuld, muito capaz em feitiçaria (seiðr) e quase invencível em batalha. Quando seus guerreiros caíam, ela os fazia erguerem-se de novo para continuar a luta. A única forma de derrotá-la era capturá-la antes que pudesse convocar seus exércitos, que incluíam guerreiros elfos. Skuld casou-se com Hjörvard, que matou Hrólfr Kraki.
Também o Heimskringla e na Saga de Thorstein, o Filho do Viquingue, relatos de uma linhagem de reis locais que governaram Álfheim, correspondente à atual província sueca de Bohuslän, cujos naturais desde então teriam sangue élfico e tinham a reputação de serem mais belos que a maioria dos humanos. O primeiro rei se chamou Alf (elfo) e o último, Gandalf (Elfo do Bastão, inspiração para o Gandalf tolkieniano).
Os elfos são também descritos como semideuses associados à fertilidade e ao culto dos ancestrais, como os daimones gregos. Como espíritos, os elfos podem atravessar portas e paredes como se fossem fantasmas, o que acontece nas Norna-Gests þáttr.
O mitógrafo e historiador islandês Snorri Sturluson referiu-se aos anões (dvergar) como "elfos da escuridão" (dökkálfar) ou "elfos negros" (svartálfar) e referiu-se aos outros elfos como "elfos da luz" (ljósálfar), o que frequentemente foi associado com a conexão dos elfos com Freyr, o deus nórdico do Sol (segundo Grímnismál, Edda Poética).
Na poesia e nas sagas nórdicas, os elfos são ligados aos Æsir pela frase muito comum "Æsir e os elfos", que presumivelmente significa "todos os deuses". Alguns eruditos comparam os elfos aos Vanir (deuses da fertilidade). Mas no Alvíssmál ("Os ditos do Conhecedor de Tudo"), os elfos são considerados diferentes tanto dos Vanir quanto dos Æsir, como mostra uma série de nomes comparativos na qual são dadas as versões dos Æsir, dos Vanir e dos elfos para diferentes palavras, refletindo as preferências de cada categoria.
É possível que haja uma distinção de estatuto entre os grandes deuses da fertilidade (os Vanir) e pequenos deuses (os elfos). Grímnismál relata que Frey (um dos Vanir) era o senhor de Álfheimr. O Lokasenna diz que um grande grupo de Æsir e elfos reuniu-se na corte de Ægir para um banquete. Menciona vários poderes menores, servos dos deuses como Byggvir e Beyla, pertencentes a Freyr, o senhor dos elfos, que eram provavelmente elfos, pois não são contados entre os deuses. Dois outros servos mencionados são Fimafeng (morto por Loki) e Eldir.
Um poema composto por volta de 1020, o Austrfaravísur ("Versos da Jornada para o Leste"), Sigvat Thordarson diz que, por ser cristão, recusou-se a entrar em um lar pagão, na Suécia, porque um álfablót ("sacrifício aos elfos") estava em curso. Provavelmente, tal sacrifício envolvia uma oferenda de alimentos. Da época do ano (próxima do Equinócio de Outono) e da associação dos elfos com fertilidade e ancestrais, pode-se supor que isso estava relacionado com o culto dos ancestrais e da força vital da família.
A Saga de Kormák, por sua vez, relata como um sacrifício aos elfos podia curar um ferimento de guerra.
Considerando a tradição inglesa, a palavra elf do inglês moderno vem do inglês antigo ælf (pl. ælfe, com variantes como ylfe e ælfen). Originalmente, referia-se aos elfos da mitologia nórdica, mas também as ninfas dos mitos gregos e romanos foram traduzidas pelos monges anglo-saxões como ælf e suas variantes.
Elf-shot (ou elf-bolt ou elf-arrow, "flecha élfica") é uma palavra encontrada na Escócia e Norte da Inglaterra desde o século XVI, inicialmente com o sentido de "dor aguda causada por elfos", mas que depois passou a denotar pontas de flecha de pedra lascada, do neolítico, que no século XVII eram atribuídas pelos escoceses aos elfos e usadas em rituais de cura. Supostamente eram também usadas por bruxas (e, talvez, elfos) para causar mal a pessoas e gado. Tufos de cabelo embaraçado eram chamados elf-lock ("madeixa élfica") e supostamente causados por travessuras dos elfos. Paralisias repentinas eram às vezes atribuídas a golpes élficos.
A maioria dos elfos mencionados em baladas medievais inglesas são do sexo masculino e frequentemente de caráter sinistro, inclinados ao estupro e assassinato, como o Elf-Knight ("Cavaleiro Elfo") que rapta a rainha Isabel. A única elfa mencionada com frequência é a Rainha dos Elfos, ou da Elfland.
Já nos contos populares do início da Idade Moderna, os elfos são descritos como entidades pequenas, esquivas e travessas, que aborrecem os humanos ou interferem em seus assuntos. Às vezes, são consideradas invisíveis. Nessa tradição, os elfos se tornaram sinônimos das "fadas" originadas da antiga mitologia céltica, como os Ellyll (plural Ellyllon) galeses.
Mais tarde, a palavra elf, assim como o termo literário fairy, evoluiu para denotar, em geral, vários tipos de espíritos da natureza, como sprite, pwcca, hobgoblin, Robin Goodfellow, o brownie escocês e assim por diante. Esses termos não são mais claramente distinguíveis no folclore e passaram a ser equivalentes do igualmente genérico termo português "encantado".
Uma lenda diz que se alguém espalhar folhas de escambroeiro ou espinheiro-cerval (Rhamnus cathartica, em inglês blackthorn, de frutos purgativos) em um círculo e dançar dentro dele sob a lua cheia, aparecerá um elfo. O dançarino deve ver o elfo e dizer, Halt and grant my boon! ("Pare e me dê a bênção!") antes que ele fuja. O elfo atenderá então a um desejo.
Na literatura brasileira, há referências especialmente em novos autores de literatura fantástica. Aparecem em romances como A Chave da Harmonia: Rachaduras na Ordem, de Marcello Salvaggio, e Pelo Sangue e Pela Fé, de Cláudio Villa.
Já nas obras do ciclo de Melniboné, de Michael Moorcock, os habitantes deste reino são em diversos aspectos uma subversão dos elfos tolkienianos.

## Elfos na Literatura

### Tolkien
O escritor britânico J. R. R. Tolkien (1892-1973) foi um dos primeiros a introduzir elfos na literatura, mais especificamente na literatura fantástica voltada ao público jovem. Em sua obra mais conhecida, O Senhor dos Anéis, Tolkien descreve elfos como sendo seres belos, sábios, poderosos, fascinantes, e com uma relação muito especial e profunda com a natureza, sendo a raça muito explorada nos três livros da série — sendo um dos personagens secundários mais importantes, Legolas Verdefolha, um elfo (representante da raça élfica na Sociedade do Anel). Inclusive o autor resgatou formas há muito inutilizadas da palavra Elf, Elfo em inglês, cujo plural era comumente Elfs. Em sua obra, Tolkien usava a variedade Elves, e a palavra acabou voltando aos dicionários. O mesmo aconteceu com Dwarf, Dwarfs, Dwarves, Anão.
A imagem do elfo foi profundamente alterada nos livros de J.K. Rowling, que ela descreve na saga de Harry Potter (inspirada na figura do Brownie) como servos ao serviço de feiticeiros, pequenos, esbeltos e dotados de poderes mágicos inatos. Em alguns romances, os elfos também são descritos como criaturas que se assemelham a fadas. Em seus romances, Christopher Paolini incorpora a imagem do elfo como uma bela criatura de aparência, fisicamente muito mais forte que um homem e com poderes mágicos extraordinários. Este autor também descreve os elfos como criaturas intrigantes e fascinantes, mas às vezes também como ambíguas (também derivadas da mitologia), sem mostrar hostilidade aberta ao homem.

### Elfos no Ciclo da Herança
Na obra do escritor americano Christopher Paolini, autor de o Ciclo da Herança, fortemente influenciado por Tolkien, os elfos também são muito referidos, sendo descritos e explorados de uma maneira bem parecida com a do autor britânico. Na história de Paolini, quando os elfos chegaram ao Reino de Alagaësia, vindos do mar, já os dragões lá estavam. Julgando-os criaturas como as outras, próprias para caçar, um jovem elfo matou uma cria como se fosse um animal qualquer. Ultrajados com este comportamento da parte dos Elfos, deu-se início a uma guerra entre as duas raças. Os elfos eram orgulhosos, mágicos potentes, graciosos, belos e excelentes guerreiros, e os dragões, ferozes, grandes, perigosos e tão orgulhosos quanto estes, apesar de raramente fazerem magia. Um elfo chamado Eragon encontrou um ovo de dragão que pra ele eclodiu, criando um vinculo e afeição especial pelo dragão, ele mostrou que as duas raças poderiam viver em paz, com o passar do tempo, os elfos fizeram seu maior feito de orgulho, escreveram o encantamento que unia as duas raças para sempre, os dragões forneceram a energia necessária para o encantamento. Foi estabelecido um pacto: ambas as raças, unidas, se comprometeriam de ajudar a preservar a paz e a harmonia por toda a Alagaësia, sendo criado, dessa forma, os Cavaleiros de Dragão (séculos mais tarde, os humanos também foram incluídos nesse pacto).
Na saga de Paolini, os elfos vivem em Du Weldenvarden, uma mítica e misteriosa floresta ao norte de Alagaësia, e são conhecidos pelas suas orelhas pontiagudas. São mais resistentes que os humanos e têm capacidades físicas muito melhores que estes. Chamados de "O Belo Povo", são de facto tão belos que dificilmente se distingue o rosto de um homem de uma mulher. São vegetarianos e sofrem com os danos provocados na natureza. Dominam a magia desde cedo e conseguem alterar a sua aparência. Também sabem manobrar armas com grande destreza, e preferem arcos ou espadas. Podem viver eternamente, salve guardo quando são acometidos por uma doença que seus meios mágicos e seu conhecimento não consiga curar, são hoje um reflexo da população que outrora foram, criaram varias construções por toda a Alagaësia. É raro haver crianças elfas. Anualmente, cantam à sua floresta de maneira a crescer e quase todos os locais estão protegidos por encantamentos poderosos.